# Observatoire W. M. Keck
Pour l’article homonyme, voir Keck.
L'observatoire W. M. Keck fait partie d'une série d'observatoires astronomiques situés, à une altitude de 4 145 mètres, sur le mont Mauna Kea de l'île d'Hawaï. Ses deux télescopes sont parmi les plus grands télescopes optiques et proche infrarouge en service.

## Historique
Le Keck I a commencé à observer en 1993 (première lumière le 16 mars) et le Keck II en 1996.
Les télescopes sont administrés par l'université de Californie, la California Institute of Technology et la NASA. Le site est loué par l'université d'Hawaï basée à Honolulu. L'observatoire porte le nom de William Myron Keck  et les télescopes ont été essentiellement financés par la Fondation William Keck.

## Caractéristiques
La formule optique de ces télescopes est celle de Ritchey-Chrétien, sur une monture azimutale. Ils possèdent des miroirs de 10 mètres de diamètre segmentés en 36 plus petits miroirs hexagonaux, qui leur sont particuliers. Et tout comme le Very Large Telescope (VLT), les télescopes disposent d'un système d'optique active qui permet de cophaser[pas clair] tous les segments afin de ne former qu'une seule pupille de 10 m au foyer.
En outre, Keck I et II peuvent fonctionner ensemble, par l'intermédiaire de l'interférométrie optique. Ceci leur donne une résolution angulaire équivalente à celle d'un miroir de 85 m. Cela devrait en théorie permettre aux deux télescopes de distinguer une flamme de bougie sur la surface de la Lune.

## Découvertes
- En 1998 : HD 187123 b
- En 2005 : HD 188753 Ab
- En 2012 :  S0-102